# CHEK2
CHEK2 (англ. Checkpoint kinase 2) – білок, який кодується геном CHEK2, розташованим у людей на довгому плечі 22-ї хромосоми. Довжина поліпептидного ланцюга білка становить 543 амінокислот, а молекулярна маса — 60 915.
| 10         |  | 20         |  | 30         |  | 40         |  | 50         |
| ---------- |  | ---------- |  | ---------- |  | ---------- |  | ---------- |
| MSRESDVEAQ |  | QSHGSSACSQ |  | PHGSVTQSQG |  | SSSQSQGISS |  | SSTSTMPNSS |
| QSSHSSSGTL |  | SSLETVSTQE |  | LYSIPEDQEP |  | EDQEPEEPTP |  | APWARLWALQ |
| DGFANLECVN |  | DNYWFGRDKS |  | CEYCFDEPLL |  | KRTDKYRTYS |  | KKHFRIFREV |
| GPKNSYIAYI |  | EDHSGNGTFV |  | NTELVGKGKR |  | RPLNNNSEIA |  | LSLSRNKVFV |
| FFDLTVDDQS |  | VYPKALRDEY |  | IMSKTLGSGA |  | CGEVKLAFER |  | KTCKKVAIKI |
| ISKRKFAIGS |  | AREADPALNV |  | ETEIEILKKL |  | NHPCIIKIKN |  | FFDAEDYYIV |
| LELMEGGELF |  | DKVVGNKRLK |  | EATCKLYFYQ |  | MLLAVQYLHE |  | NGIIHRDLKP |
| ENVLLSSQEE |  | DCLIKITDFG |  | HSKILGETSL |  | MRTLCGTPTY |  | LAPEVLVSVG |
| TAGYNRAVDC |  | WSLGVILFIC |  | LSGYPPFSEH |  | RTQVSLKDQI |  | TSGKYNFIPE |
| VWAEVSEKAL |  | DLVKKLLVVD |  | PKARFTTEEA |  | LRHPWLQDED |  | MKRKFQDLLS |
| EENESTALPQ |  | VLAQPSTSRK |  | RPREGEAEGA |  | ETTKRPAVCA |  | AVL        |

A: Аланін

C: Цистеїн

D: Аспарагінова кислота

E: Глутамінова кислота

F: Фенілаланін

G: Гліцин

H: Гістидин

I: Ізолейцин

K: Лізин

L: Лейцин

M: Метіонін

N: Аспарагін

P: Пролін

Q: Глутамін

R: Аргінін

S: Серин

T: Треонін

V: Валін

W: Триптофан

Цей білок за функціями належить до серин/треонінових протеїнкіназ, є гену чекпоінт-гомологом. Задіяний у таких біологічних процесах, як апоптоз,  регуляція транскрипції, клітинний цикл, поділ клітини, репарація ДНК, мітоз, альтернативний сплайсинг.
Білок має сайт для зв'язування з АТФ, іоном магнію. Локалізований у ядрі.

## Функція
Білок CHK2 — це протеїнкіназа, що активується при пошкодженнях ДНК та залучена до блокування клітинного циклу.
CHK2 містать домен FHA, що активується у відповідь на пошкодження ДНК, завдяки швидкому фосфорилюванню. Активований протеїн інгібує фосфатазу CDC25C, завдяки чому попереджується початок мітозу. Крім того, CHK2 стабілізує пухлинний супресор p53, що впливає на блокування клітинного циклу на G1. Крім того, CHK2 взаємодіє та фосфорилює BRCA1, що в свою чергу бере участь у регуляції відновлення клітин після пошкодження ДНК.

## Клінічне значення
Мутації в CHEK2 призводять до зниження рівня репарації ДНК при її пошкожденнях та зниження рівня апоптозу. Внаслідок цього, підвищується ризик розвитку злоякісних новоутворень (раку).

### Рак молочної залози
Мутації делеції на позиції 1100 гену CHEK2 асоційовані з підвищеним ризиком раку молочної залози, зокрема серед жіночого населення Європи.

## Вваємодії з іншими білками
CHEK2 взаємодіє з PLK1, MDC1, MSH2, GINS2, PLK3, MUS81 та BRCA1.